# Тобрук
Тобру́к (араб. طبرق) — місто в шабіяті Ель-Бутнан, Лівія, порт на узбережжі Середземного моря.

## Історія
Місто було засноване з назвою Антипіргос стародавніми греками як одна з колоній на узбережжі Північної Африки. У римський період фортеця Тобрук захищала кордон провінції Киренаїки. Пізніше місто стало важливою зупинкою для караванів, що подорожували вздовж узбережжя Середземного моря. У 1911 році воно, як і всі Лівійські міста, було окуповане Італією.

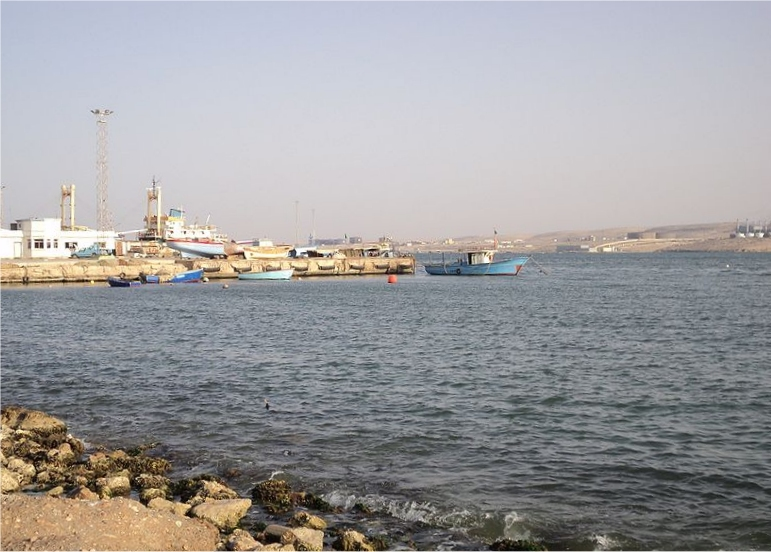
Порт Тобрук

З січня 1941 року по листопад 1942 тут відбувалися запеклі бої між країнами антигітлерівської коаліції і країнами Осі (у складі з'єднання «Африканський корпус») в ході Другої світової війни. Місто кілька разів переходило під контроль різних воюючих сторін. 11 квітня 1941 Тобрук був оточений німецькими та італійськими військами. В облогу потрапили захисники з британських і австралійських підрозділів (німецькі ЗМІ називають як «Пустельні щури»), який був у жовтні 1941 року, у свою чергу поповнений свіжими силами.
Серед них була польська Незалежна Карпатська бригада стрільців, яка перебувала у підпорядкуванні 11 Чехословацького піхотного батальйону. Для чехословацької військової частини це було найбільшою подією війни на Близькому Сході й у Північній Африці. Чехословацький піхотний батальйон під командуванням підполковника Чарльза Клапалека налічував 643 особи. З 23 жовтня по 10 грудня 1941 здійснювався захист найвразливішої західної частини форту. У битві Тобрук 19 членів батальйону були вбиті, 26 дістали серйозні і 55 легкі поранення.
На стіні цвинтаря в Тобруці є різьблений напис: «Це священна земля, тому що тут лежать ті, хто помер за батьківщину. За сонце і світанок ми будемо пам'ятати про них…». У зв'язку з цим ім'ям міста був названий малий бетонний бункер «Тобрук».

### Післявоєнний період
Після війни, Тобрук був знову відновлений і в наш час[коли?] є основним портовим містом. Має побудований нафтовий термінал перевалки, забезпечення сировиною, отриманої з нафти.
Під час народних повстань в Лівії, які відбуваються в країні в 2011 році, місто було першим центром, яке підтримало повстанців.
У 2014 році в Тобрук з Триполі переїхав уряд, який визнається світовим співтовариством, але фактично контролює тільки це місто.

## Географія
Місто розташоване на сході країни в шабіяті Ель-Бутнан, за 120 км від кордону з Єгиптом, в історичному регіоні Киренаїка. Природна глибоководна гавань — одна з найкращих на середземноморському узбережжі Африки. Місто є четвертим у Лівії за чисельністю населення.
Кінцева точка нафтопроводу від родовищ на півдні країни. Нафтоналивний порт.

## Клімат
| Клімат Тобрука (1996-2015)                 | Клімат Тобрука (1996-2015) | Клімат Тобрука (1996-2015) | Клімат Тобрука (1996-2015) | Клімат Тобрука (1996-2015) | Клімат Тобрука (1996-2015) | Клімат Тобрука (1996-2015) | Клімат Тобрука (1996-2015) | Клімат Тобрука (1996-2015) | Клімат Тобрука (1996-2015) | Клімат Тобрука (1996-2015) | Клімат Тобрука (1996-2015) | Клімат Тобрука (1996-2015) | Клімат Тобрука (1996-2015) |
| Показник                                   | Січ.                       | Лют.                       | Бер.                       | Квіт.                      | Трав.                      | Черв.                      | Лип.                       | Серп.                      | Вер.                       | Жовт.                      | Лист.                      | Груд.                      | Рік                        |
| Абсолютний максимум, °C                    | 25,2                       | 31,5                       | 39,5                       | 42,6                       | 43,0                       | 44,6                       | 41,9                       | 41,8                       | 41,0                       | 38,1                       | 33,5                       | 27,7                       | 44,6                       |
| Середній максимум, °C                      | 16,9                       | 17,6                       | 19,5                       | 23,0                       | 24,6                       | 27,1                       | 27,7                       | 28,0                       | 27,5                       | 26,3                       | 22,9                       | 19,2                       | 23,4                       |
| Середня температура, °C                    | 12,2                       | 13,3                       | 15,4                       | 18,3                       | 20,6                       | 23,3                       | 24,9                       | 25,4                       | 24,5                       | 22,5                       | 19,1                       | 15,1                       | 19,5                       |
| Середній мінімум, °C                       | 8,9                        | 9,5                        | 11,3                       | 13,6                       | 16,6                       | 19,6                       | 22,0                       | 22,7                       | 21,5                       | 18,7                       | 15,4                       | 11,1                       | 15,9                       |
| Абсолютний мінімум, °C                     | 2,1                        | 0,8                        | 5,3                        | 6,1                        | 7,8                        | 12,6                       | 16,1                       | 16,7                       | 15,2                       | 11,5                       | 7,2                        | 3,4                        | 0,8                        |
| Середня кількість сонячних годин на місяць | 232,5                      | 299,5                      | 288,3                      | 246,0                      | 306,9                      | 348,0                      | 350,3                      | 331,7                      | 288,0                      | 257,3                      | 285,0                      | 179,8                      |                            |
| Норма опадів, мм                           | 38                         | 25                         | 11                         | 4                          | 2                          | 0                          | 0                          | 0                          | 1                          | 8                          | 19                         | 36                         | 145                        |
| Днів з опадами                             | 8                          | 6                          | 4                          | 1                          | 1                          | 0                          | 0                          | 0                          | 0                          | 2                          | 3                          | 7                          | 32                         |
| Вологість повітря, %                       | 66                         | 64                         | 65                         | 64                         | 69                         | 72                         | 74                         | 73                         | 71                         | 67                         | 67                         | 65                         | 68                         |
| ------------------------------------------ | -------------------------- | -------------------------- | -------------------------- | -------------------------- | -------------------------- | -------------------------- | -------------------------- | -------------------------- | -------------------------- | -------------------------- | -------------------------- | -------------------------- | -------------------------- |

## Відомі люди
Професор Омар Ель-Барасі (нар. 1951), менеджер лівійського відділення компанії AGIP, народився в Тобруці і здобув докторський ступінь у галузі інженера в сфері добування нафти в університеті Васеда, Японія. Він син Абдулла Абдул-Карім (головного охоронця короля Лівії Ідріса I), а також Гусейн Мазік — прем'єр-міністр за часів Королівства.